# Begowal
Begowal là một thị xã và là một nagar panchayat của quận Kapurthala thuộc bang Punjab, Ấn Độ.

## Địa lý
Begowal có vị trí 31°37′B 75°31′Đ / 31,62°B 75,52°Đ Nó có độ cao trung bình là 225 mét (738 foot).

## Nhân khẩu
Theo điều tra dân số năm 2001 của Ấn Độ, Begowal có dân số 9612 người. Phái nam chiếm 52% tổng số dân và phái nữ chiếm 48%. Begowal có tỷ lệ 67% biết đọc biết viết, cao hơn tỷ lệ trung bình toàn quốc là 59,5%: tỷ lệ cho phái nam là 69%, và tỷ lệ cho phái nữ là 64%. Tại Begowal, 12% dân số nhỏ hơn 6 tuổi.